# Aeroportul Sado
Aeroportul Sado (IATA: SDS, ICAO: RJSD) este un aeroport din Sado, Prefectura Niigata, Japonia ce deservește zona Sado. Aeroportul a fost tranzitat în decembrie 2020 de 0 pasageri. A fost numit după zona deservită.
Situat la o altitudine de 23 m, aeroportul dispune de o singură pistă. Este operat de Prefectura Niigata.